# SonicWALL
SonicWALL är ett amerikanskt företag som utvecklar avancerade nätverk- och datasäkerhetslösningar som anpassar sig till företags ändrade behov och nya typer av hot.
SonicWALL:s produkter använder innefattar både hårdvara och mjukvara för att spåra och kontrollera applikationer, samt skydda nätverk från intrång och attacker med skadlig kod. Bland företagets produkter finns bland annat brandväggar, SSL, VPN-lösningar, backup, e-postfilter.

## Historik
Företaget grundades 1991 under namnet "Sonic Systems" av bröderna Sreekanth och Sudhakar Ravi och utvecklade Ethernet-kort, hubbar och annan nätverksutrustning. Slutet av 1990-talet lanserade bröderna en säkerhetsprodukt som senare fick varumärket "SonicWALL" som var en hårdvara med brandvägg och VPN mjukvara för mindre företag.[källa behövs] I november 1999 blev de börsnoterade (SNWL). Matthew T. (Matt) Medeiros blev VD i mars 2003. Företaget har förvärvat ett antal företag genom åren, och expanderat sin produktlinje genom processen.